# Stazione di Ostseebad Binz
La stazione di Ostseebad Binz è la stazione ferroviaria che serve il centro abitato di Binz, sull'isola tedesca di Rügen. Costituisce il punto terminale della ferrovia Lietzow-Binz.